# Adam Green (Tischtennisspieler)
Adam Green (* 1980) ist ein australischer Tischtennisnationalspieler. Er steht im Verdacht, Wettbetrug begangen zu haben.

## Sportkarriere
In Australiens Altersklasse U20 belegte Adam Green im Jahr 2000 Platz zehn. 2005 gewann er die offene tschechische Meisterschaft. 2009 wurde er in der australischen Rangliste auf Platz zwölf geführt. 2008 kam er nach Deutschland und schloss sich dem saarländischen Oberliga-Verein TTSV/DJK Bous an. 2009 wechselte er zum SB Versbach, 2010 zu TSV Schwabhausen (Oberliga). 2012 wurde er in Luxemburg von Union Lëtzebuerg verpflichtet.

## Möglicher Wettbetrug
Am 6. Dezember 2020 wurde Adam Green festgenommen. Er steht im Verdacht, Wettbetrügereien vorgenommen zu haben, indem er Tischtennisspiele – vorwiegend in der Ukraine – manipulierte und auf diese Weise etwa 320.000 Euro eingenommen zu haben. Gegen Kaution wurde er freigelassen.
Ein mögliches Betrugs-Szenario: In einem Match zwischen einem starken und einem schwachen Spieler wird der Stärkere vorab bestochen, den ersten Satz zu verlieren. Die Betrüger wetten nun auf den objektiv unwahrscheinlichen Fall, dass der schwache Spieler den ersten Satz gewinnt.